# Glasögonborsttyrann
Glasögonborsttyrann (Pogonotriccus orbitalis) är en fågel i familjen tyranner inom ordningen tättingar.

## Utseende och läte
Glasögonborsttyrannen är en liten borsttyrann med svaga gula vingband. I övrigt är den olivgul, med grått huvud, en tunn vitakigt gul ögonring och ett mörkt öga. Ett bra fältkännetecken är även en orangefärgad undre näbbhalva. Lätet består av en tunn och fräsande drill som stiger något mot slutet.

## Utbredning och systematik
Fågeln förekommer i Anderna från sydligaste Colombia till Ecuador, Peru och västra Bolivia. Den behandlas som monotypisk, det vill säga att den inte delas in i några underarter.

### Familjetillhörighet
Arten placeras traditionellt i familjen tyranner. DNA-studier visar dock att Tyrannidae består av fem klader som skildes åt redan under oligocen, pekar på att de skildes åt redan under oligocen, varför vissa auktoriteter behandlar dem som egna familjer. Glasögonborsttyrann med släktingar placeras då i Pipromorphidae.

## Levnadssätt
Glasögonborsttyrannen hittas i bergsskogar i Andernas förberg, på mellan 500 och 1400 meters höjd. Där ses den i skogens mellersta och övre skikt, ibland som en del av kringvandrande artblandade flockar.

## Status och hot
Arten har ett stort utbredningsområde, men tros minska i antal, dock inte tillräckligt kraftigt för att den ska betraktas som hotad. Internationella naturvårdsunionen IUCN listar arten som livskraftig (LC).